# Colin Groves
Colin Groves   (Londres, 24 de juny de 1942 - Canberra, 30 de novembre de 2017) va ser un antropòleg angloaustralià, catedràtic d'Antropologia biològica de la Universitat Nacional d'Austràlia de Canberra (Austràlia).
El 1963 completà el seu BSc i el 1966 el seu PhD, ambdós a Londres. Ensenyà a la Universitat de Califòrnia a Berkeley, al Queen Elizabeth College de Londres i a la Universitat de Cambridge abans d'emigrar a Austràlia el 1974, on ensenya a la Universitat Nacional d'Austràlia.
Els seus interessos de recerca van ser l'evolució dels humans, els primats, altres mamífers, l'anàlisi d'esquelets, l'antropologia biològica i l'etnobiologia. És especialment conegut pel seu treball sobre els primats, l'evolució humana i els seus debats habituals amb creacionistes i antievolucionistes.
Juntament amb Mazak, Groves fou el descriptor de l'espècie Homo ergaster. Va ser un membre actiu de l'Australian Skeptics i va publicar molts articles escèptics, així com articles d'investigació sobre els seus altres interessos de recerca.

## Obres principals
- 1989 A Theory Of Human And Primate Evolution Oxford Science Publications
- 1989 Skeptical. (editat per Donald Laycock, David Vernon, Colin Groves i Simon Brown.) Australian Skeptics
- 1996 From Ussher to Slusher; from Archbish to Gish; or, not in a million years... Archaeology in Oceania, 31:145-151.
- 2001 Primate Taxonomy, Smithsonian Institution Press, Washington D.C.
- 2003. The science of culture. Being Human: Science, Culture and Fear: Royal Society of New Zealand, Miscellaneous Series, 63:3-13.
- 2004 (amb David W. Cameron) Bones, Stones and Molecules. Amsterdam, Boston, etc.: Elsevier Academic Press
- 2008 Extended Family: Long Lost Cousins. A Personal Look at the History of Primatology. Conservation International, Arlington, Virgínia, EUA.